# Giacomo Ballabio
Giacomo Ballabio, né le 10 janvier 1998, est un coureur cycliste italien.

## Biographie
Chez les juniors (moins de 19 ans), Giacomo Ballabio remporte une étape d'Aubel-Thimister-La Gleize en 2016. Il fait ensuite ses débuts espoirs  (moins de 23 ans) en 2017 dans une équipe suisse, avec laquelle il s'impose sur le Grand Prix de Wittenheim. 
En 2018, il est recruté par IAM Excelsior, une autre formation suisse. Bon puncheur, il remporte le Grand Prix Crevoisier, une étape des Quatre Jours des As-en-Provence et une étape de l'Olympia's Tour. Deux ans plus tard, il change de maillot en signant chez Iseo Serrature-Rime-Carnovali, une équipe continentale italienne. Engagé sur le Tour d'Italie espoirs, il termine troisième du classement des sprints, après plusieurs échappées. 
Pour la saison 2021, il redescend au niveau amateur en rejoignant le club français Charvieu-Chavagneux IC. Il s'impose dès sa reprise au mois de février sur la première épreuve des Boucles du Haut-Var.

## Palmarès
- 2016
  - 3e étape d'Aubel-Thimister-La Gleize
- 2017
  - Grand Prix de Wittenheim
- 2018
  - Grand Prix Crevoisier
  - 3e étape des Quatre Jours des As-en-Provence
  - 3e étape de l'Olympia's Tour
- 2021
  - 1re épreuve des Boucles du Haut-Var
  - 4e étape du Tour de Côte-d'Or
  - 2e du Circuit des Deux Ponts
- 2022
  - Circuit des Deux Ponts
  - 3e du Grand Prix de Puyloubier
- 2023
  - 1re étape de la Flèche du Sud
- 2025
  - 3e étape du Tour de Taïwan
  - 2e de l'Eröffnungsrennen Leonding

## Classements mondiaux
| Année                                 | 2018  | 2019 | 2020 | 2021 | 2022 | 2023 | 2024  |
| ------------------------------------- | ----- | ---- | ---- | ---- | ---- | ---- | ----- |
| Classement mondial                    | 2553e | nc   | nc   | nc   | nc   | 919e | 1959e |
| UCI Europe Tour                       | 1726e | nc   | nc   | nc   | nc   | nc   | nc    |
|                                       |       |      |      |      |      |      |       |
| Légende : nc = non classéSource : UCI |       |      |      |      |      |      |       |